# Livia Drusilla
Livia Drusilla (30. januar 58 f.Kr. – 29) var gift med kejser Augustus, mor til den senere kejser Tiberius og farmor til kejser Claudius.

## Baggrund
Livia var datter af Aufidia og Marcus Livius Drusus Claudianus. Navnet Drusilla tyder på, at hun var datter nr. 2. Hendes far hørte til Julius Cæsars tilhængere, men turde ikke andet end offentligt at støtte mordet på ham. Omkring 43 f.Kr. sørgede Claudianus for at få sin datter gift med en anden claudier, Tiberius Claudius Nero, tyve år ældre end bruden, og en opportunist; han havde kæmpet for Julius Cæsar, men foreslog efter mordet på ham offentlig æresbevisninger til morderne. Et år senere blev navnene på Cæsars drabsmænd slået op på Forum Romanum. Der blev udlovet belønning for at få dem dræbt; ifølge Appian udbetalt, når man bragte det afhuggede hoved ind. Livias far stod på listen over proskriberede, og mere end 2.300 skal være rammet. Hendes mand, der var den fødte vendekåbe, havde sørget for igen at fremtræde som tilhænger af den afdøde Cæsar, så parret boede uforstyrret i sit komfortable hjem på Palatinerhøjen, hvor Livia ventede sit første barn. Men i oktober 42 f.Kr. fik hun nyheden om sin fars selvmord efter nederlaget i slaget ved Philippi, en måned før hun fødte sønnen Tiberius. Julius Cæsars adoptivsøn, den senere Augustus, udgjorde en voksende trussel, og Livia og hendes mand sluttede sig til oprørerne i Perugia. Hjemme i Rom var han, i lighed med Cicero, officielt proskriberet, og deres hjem beslaglagt. Da Perugia overgav sig, måtte de flygte, og var nær blevet opdaget af de forfølgende soldater, fordi Tiberius begyndte at græde. De nåede frem til Sextus Pompejus’ piratbase på Sicilia, men blev modtaget så køligt, at de skyndte sig videre til Marcus Antonius, der imidlertid var ligeså afvisende. Parret fandt vejen til Grækenland, som snart også blev utrygt. På flugt gennem en skov var de ved at omkomme i en skovbrand; Livias kjole og hår blev svedet af ilden. Først sommeren 39 f.Kr. gav Sextus Pompejus amnesti til forviste, så parret kunne vende tilbage til Rom. 

## Kejserens kone
I efteråret 39 f.Kr. mødte hun Augustus, der skal være faldet for hende, selv om hun da var seks måneder på vej med sin anden søn, Nero Claudius Drusus, som blev far til den senere kejser Claudius. 14. januar 38 f.Kr. fødte Livia sit barn; og allerede 17. januar blev hun gift med Augustus i strid med de almindelige regler om ventetid. Hendes fraskilte ægtemand var med til brylluppet og gav sin kone væk i hendes fars sted. Augustus på sin side havde været gift med Scribonia, som han skilte sig fra, samme dag som hun fødte deres datter Julia. Ægteskabet mellem Augustus og Livia forenede to prominente romerske klaner: Den juliske, som Augustus tilhørte, og den claudiske, som Livia havde været indgiftet i, og som begge hennes sønner tilhørte. Efterkommere af Livia kom til at styre Rom frem til Neros selvmord.
Bortset fra et dødfødt barn, var ægteskabet mellem Augustus og Livia barnløst; men som Augustus' loyale støtte og rådgiver havde Livia indflydelse på kejserens politik. Som selve symbolet på den loyale romerske hustru støttede hun hans reformer og overså hans utroskab; men bag kulisserne i det kejserlige hof tilbragte hun meget af sit voksne liv med at sikre sin søns fremtid som tronarving, hvad enten han ønskede det eller ej. Det var formentlig på hendes forslag, at Augustus í 4 e.Kr. valgte stedsønnen Tiberius til sin efterfølger. Efter Tiberius' tronbestigelse forsøgte Livia fortsat at påvirke politikken, nu i rollen som kejserens moder. Hendes oldebarn Caligula omtalte hende som "Ulixes stolatus" (= "Odysseus i stola"). 
Hele livet forblev Livia trofast mod sin claudiske æt. Da hun fik restaureret et gammelt tempel ved en af indfartsvejene til Rom, lod hun indskrive på frisen: Datter af Drusus. Under stod der: Hustru til Cæsar Augustus. Det var hendes æt, der overtog magten efter Augustus' død. Hans datter Julia fik rigtignok fem børn; men alle Julias tre sønner døde - også den yngste, som blev født i Julias ægteskab med Tiberius, og altså var Livias og Augustus' fælles barnebarn. Både Julia og hendes datter Julilla blev forvist til fjerne øer, anklaget for ægteskabsbrud. Romernes mistanke rettede sig mod Livia, som godt nok havde sendt sin steddatter slaver, da hun i sit fangenskab blev overført til Rhegium; ligeledes var Livia behjælpelig med penge, da Julilla blev forvist og hendes mand henrettet - hvad der fremstod som meningsløst, når sagen gjaldt hans kones påståede ægteskabsbrud, hvor han ville have været den fornærmede part. Tacitus skrev, hvad folk tænkte: "På trods af al den medlidenhed, Livia viste sin mands familie i deres elendighed, havde hun arbejdet hårdt, mens alt gik godt for dem, for at falde dem i ryggen."
I sit testamente efterlod Augustus det aller meste til Livia og hendes søn Tiberius. Han adopterede også Livia, som derved fik navnet Augusta. Tiberius var træt af sin mors indblanding, og fik hende tilsidesat. Muligvis flyttede han til Capri for at blive fri for hende.

## Eftermæle
Mange konservative romere fandt det stødende, at en kvinde spillede en aktiv rolle i rigets styrelse, og historikerne Tacitus og Sueton tegner et negativt billede af Livia. At hun skulle have ladet en række af kejserfamiliens medlemmer, herunder Augustus og Germanicus, dræbe for at sætte sin søn på tronen – som det fremstilles i Robert Graves' roman Jeg, Claudius  og TV-serien af samme navn, samt i Elisabeth Doreds prisbelønnede roman Jeg elskede Tiberius fra 1964  – er der dog ingen beviser for.
Livia døde i en alder af 86. Hun fik en ret beskeden begravelse, og blev lagt i Augustus-mausoleet på Marsmarken. Hendes oldebarn Caligula holdt gravtalen, og som kejser udbetalte han de forskellige den arv, hun havde tiltænkt dem i sit testamente, hvad Tiberius havde undladt at gøre. Da senatet foreslog at guddommeliggøre den afdøde, forbød han det; men i år 42 blev Livia guddommeliggjort af sin sønnesøn, kejser Claudius, hvorefter kvinder, der aflagde ed, skulle navngive diua Augusta, som nu var hendes titel. Et elefanttrukket køretøj fragtede hendes billede til idrætslegene, og en statue af hende blev sat op i Augustus’ tempel. Der blev også afholdt hestevæddeløb til hendes ære.